# Femmes Femmes
Femmes Femmes è un film del 1974 diretto da Paul Vecchiali.
Il film del regista corso impressionò Pasolini, quando lo vide a Venezia nel 1974, tanto da volere le due protagoniste nella sua successiva pellicola Salò o le 120 giornate di Sodoma.

## Trama
Hélène e Sonia sono due attrici dimenticate, che vivono dei ricordi degli anni del loro successo. Abitano al primo piano di una casa che hanno trasformato in una sorta di palcoscenico privato e hanno attaccato ai muri foto ingiallite dei loro vecchi film. Il cimitero di Montparnasse, su cui si affacciano le finestre della casa, fa da sfondo alle scene che le due donne recitano, raccontandosi bugie e segreti del loro passato.